# William Otis
William Smith Otis (ur. 20 września 1813 w Pelham; zm. 13 listopada 1839 w Westfield) – amerykański wynalazca.
Podobnie jak jego ojciec, który był budowniczym kanałów i kolei, od dzieciństwa interesował się pracami ziemnymi i dość wcześnie odkrył swój talent konstruktora, budując pierwszą koparkę jednonaczyniową z napędem parowym w wieku 20 lat. Wykorzystując ogólnie dostępne materiały w okolicy miasta Canton w stanie Massachusetts, zbudował pierwszą maszynę w 1835 i zastosował ją przy budowie kolei Norwich-Worcester, napęd parowy posiadał jedynie mechanizm podnoszenia łyżki, obrót maszyny był wykonywany ręcznie przez dwóch robotników przy użyciu lin, a cała maszyna była poruszana zaprzęgiem konnym.
Ożenił się z Elizabeth Everett.
By móc dalej rozwijać swój projekt Otis przeniósł się do Filadelfii. Namówiony również przez zarządcę firmy parowozowej „Garrett and Eastwick”, Josepha Harrisona zbudował dla niego prototyp w 1836 roku. 15 czerwca 1836 r. William S. Otis zgłosił wniosek patentowy. Dokumentacja patentowa przepadła podczas pożaru Biura Patentów i Marek Handlowych Stanów Zjednoczonych. Patent został zgłoszony ponownie 27 października 1838 r., a 24 lutego 1839 r. oficjalnie przyjęty i figurujący pod numerem U.S. Patent No 1089 „Crane-excavator for excavating and removing earth”. Według opisu patentowego maszyna posiadała zawieszone na wysięgniku ramię, podnoszone układem wielokrążków przez cięgna łańcuchowe, na końcu którego była łyżka. Koparka nabierała urobek łyżką i po obrocie wysięgnika o 90 stopni ładowała na wagony. Posiadała niezależny mechanizm jazdy poruszając się po torowisku kolejowym. Pojemność łyżki wynosiła 1,5 jarda sześciennego (1,15 m³), osiągała wydajność 64 m³ na godzinę. Koparka Otisa po raz pierwszy została zastosowana przy budowie kolei Western Railroad w 1837 pomiędzy Springfield a Worcester w stanie Massachusetts. Do 1840 r. firma „Garret and Eastwick” wyprodukowała 7 takich maszyn, z czego 2 stanowiły własność firmy „Carmichael and Fairbanks”, należącej do jego stryja Daniela Carmichaela, a w której udziałowcem był również Otis.  Po wypadku jaki się zdarzył przy pracy koparki Otis umarł 13 listopada 1839 w Westfield. Wszystkie patenty i udziały w firmie „Carmichael and Fairbanks” przeszły na jego małżonkę Elizabeth.